# Video-Recruiting
Video-Recruiting bezeichnet eine Form der Personalbeschaffung durch den Einsatz filmischer Mittel innerhalb elektronischer Medien und Personalsysteme.
Ein effektives Video-Recruiting unterstützt das Personalwesen des rekrutierenden Unternehmens, um die Zahl der qualifizierten Bewerber zu erhöhen und bietet dem Jobsuchenden größere Einblicke und Informationen zur offenen Stelle.    
Video-Interviews 
Zunächst wurde Video-Recruiting als neue Form der Bewerbung auf freie Arbeitsplätze verstanden. Die Bewerber reichten komplett oder ergänzend zu den schriftlichen Bewerbungsunterlagen eine filmische Selbstpräsentation ein. Diese Form der Bewerbung war jedoch häufig nicht gewünscht bzw. honoriert, da die Anhänge oft zu groß und die Inhalte langatmig waren.
Heute wird eine wesentlich zielführende Variante seitens der Unternehmen angewendet. Die Bewerber werden zu einem Video-Interview aufgefordert, welche in Echtzeit als auch in Form einer Aufzeichnung erfolgen kann. Letzteres bietet den Vorteil, dass Kandidaten als auch Unternehmen orts- und zeitunabhängig die Inhalte aufzeichnen und bearbeiten können. Einige der führenden und am weitesten verbreitetsten Tools dürften aktuell WePow, Talentcube oder HireVue sein, welche das Führen und Betrachten der Interviews mit Computer, aber auch Smartphone oder Tablet ermöglicht.
Videointerviews bieten den Unternehmen viele Vorteile aber bringen für Kandidaten auch kleine Stolpersteine mit sich, da viele unsicher sind wie sie sich vor der Webkamera geben sollen. Während noch vor 3–4 Jahren die Technik ein etwas heikler Punkt sein konnte, hat sich dies heute dank Smartphones, besseren Computern und schnellem Internet weitgehend erledigt.
Video-HR Branding
Video-Recruiting wird seit einigen Jahren verstärkt von Unternehmen betrieben, um im Rahmen des Employer Branding die Attraktivität als Arbeitgeber zu erhöhen. Das Ziel von Employer Branding besteht im Wesentlichen darin, die Effizienz und Wirksamkeit der Personalrekrutierung sowie die Qualität der Bewerber dauerhaft zu steigern.
Videos werden genutzt, um das Unternehmen potentiellen Arbeitnehmern vorzustellen. Aber auch um Jobs und Aufgabengebiete zu erklären. Die Jobvideos lösen das klassische Inserat mehr und mehr ab.
Heute existieren mehrere Internetportale, auf denen Jobanzeigen per Video präsentiert werden. Zu den erfolgreichsten Anbietern in Deutschland gehört u. a. das Unternehmen JobTV24, das neben der Produktion der filmischen Firmenpräsentationen auch die Distribution der Videos anbietet. In der Schweiz  ist es u. a. Livejobs, welches sich auf die Produktion von Job- und Imagevideos, den Vertrieb und auch Videointerviews spezialisiert hat.